# Theridion catharina
Theridion catharina är en spindelart som beskrevs av Marples 1955. Theridion catharina ingår i släktet Theridion och familjen klotspindlar.
Artens utbredningsområde är Samoa. Inga underarter finns listade i Catalogue of Life.